# 福田照男
福田 照男 (ふくだ てるお、英: Teruo Fukuda、1957年6月2日 - ) は、日本の元オートバイ・ロードレース選手。1982年の全日本ロードレース選手権250ccチャンピオン。兵庫県出身。

## 経歴
学生時代からオートバイを操る面白さに目覚め、よりマシンの限界に迫る走りを求めて鈴鹿サーキットを走るようになる。1980年鈴鹿サンデーオートバイレースでデビュー。7月、計78台が参戦した鈴鹿4時間耐久レースで京都を拠点に活動するチーム・フライングドルフィンのTZ250で優勝。ノービス250ccクラスにもヤマハ・TZ250で参戦。1981年より国際B級へ昇格、350ccクラスに参戦し鈴鹿で2度優勝する。
1982年、前年の成績によりMFJライセンス区分の国際A級へと昇格し、フライングドルフィンから参戦したA級250ccクラスで3回の優勝を挙げ全日本チャンピオンを獲得する。

### 世界グランプリ
全日本250を制した勢いもそのままに、純プライベーターとして1983年6月から世界グランプリ250ccクラスへの挑戦を開始する。マシンは日本でのレースと同じくヤマハの市販レーサーTZ250での参戦であった。ヨーロッパでの拠点はオランダ・アムステルダム近郊のアムスフートとしたが、これはアライヘルメット・ヨーロッパの社長が紹介してくれたサイドカー・モトクロス世界チャンピオンのワークショップを間貸りしたものだった。WGP4戦目となるイギリスGP（シルバーストン・サーキット）でトップ争い集団に加わる走りを見せるも、最終ラップにギアトラブルが発生し7位でチェッカーとなる。しかし、初のポイント獲得を達成した。WGPの開催がない週はベルギー選手権など各国のナショナルレースに参戦してヨーロッパのアスファルト特性やコースレイアウトの経験を積んだ。
1984年も引き続きメカニック・野島英俊、チーフマネージャを吉村誠也が務める体制でプライベーターとしてWGPに参戦。6月、アッセンにて行われたオランダGPで最高成績となる6位に入賞する。最終戦サンマリノGPではクリスチャン・サロン、カルロス・ラバード、マンフレート・ヘルヴェとのトップ争いに加わり、接近戦の中3位でファイナル・ラップを走行中、右コーナーの進入で福田のイン側をオーバースピードで入ってきたハラルド・エッケル（1990年代カワサキ・ワールドスーパーバイクチーム、2000年代にカワサキMotoGPチームチーフ）に追突され2台とも高速でコース外に弾き飛ばされリタイア、負傷を負った。同年の奮闘を評価したホンダ・ワークス（HRC）が福田に契約ライダーとしてオファー、最終戦の負傷により入院している最中に契約は締結された。
1985年1月、HRCのアメリカ・カリフォルニアテストトレーニングに参加するために退院しホンダのマシンをテストするが、そこで転倒しコース脇のガードに足から突っ込んでしまうクラッシュで両足を骨折、背骨に圧迫骨折を負ってしまう。これ以後1986年3月まで約1年に及ぶ入院を強いられ、リハビリテーションが続く期間となり、福田の姿はサーキットで見られなくなった。
その間、1985年シーズン夏にWGP500で活躍してきた片山敬済が現役引退を発表し、レーシングチームマネージャーとして注力することを表明。片山率いる「レーシングチーム・カタヤマ (RTK)」のエースとして福田は復帰を待たれ、1986年のWGP250で福田が乗るためのマシンとしてHRCはワークスマシンNSR250を供給した。
こうして1986年シーズンが開幕したが、足の回復は受傷から1年以上を経ても開幕戦出走へ間に合う状況ではなかった。乗り手である福田が現場にいない状況のNSR250は5月までRTKで全日本250ccに参戦する喜多祥介が乗り、その後ヨーロッパへ運ばれてRTKとシーズン途中より契約することになったイタリアのベテランバージニオ・フェラーリが使用することになった。一方で福田は5月に国内でテスト走行を試みた結果、特に足首の回復具合がワークスマシンを思うように扱えるレベルに戻らない事に悩み、片山の引退によって同年からは福田のメカ担当となった周郷弘貴に現役引退の意向を伝える。同年7月に各メディアに向けて正式に引退が表明された。

### 引退後
1987年よりレーシング・コーディネーター、モータースポーツ・ジャーナリストとして活動。グランプリ専門誌「GRAND PRIX ILLUSTRATED」編集顧問、テレビ東京系（テレビ大阪製作）で放映されていた世界グランプリ中継で解説を担当し、同じく解説の山田純や実況担当の千年屋俊幸アナウンサーと共にグランプリレースの魅力を伝えた。このほか、サーキットでのスポーツ走行コーチやライディング技術についての著書執筆、ビデオマガジン「RIDE ON」への出演など幅広く活動する。日本モーターサイクルスポーツ協会の公認を受けサーキット走行でのテクニックセミナーを開催など、モータースポーツ普及のための活動も展開した。
1990年の鈴鹿8時間耐久ロードレースでは、7年にわたり8耐への出走を目指してきた清水国明のペアライダーとして國武舞レーシングのモリワキ・ホンダZero-VX7で復帰参戦し、清水が予選で転倒・鎖骨を骨折した状況で臨むことになった決勝レースをサポートし48位で完走、清水の「引退レース」での花道を作った。
2000年代以降はオートバイ関連メディアから一線を引いているが、古巣であるフライングドルフィン（カスノモーターサイクル）のイベントに顔を見せることがある。

## 著書
- 福田照男のレーシングテクニック（グランプリ出版、1989年）
- チャンピオンライダー考現学（グランプリ出版、1994年）

## レース戦歴
- 1978年7月 鈴鹿4時間耐久レース 優勝

### 全日本ロードレース選手権
| 年     | チーム               | 使用車両      | 区分     | クラス | 1     | 2       | 3     | 4     | 5     | 6     | 7     | 8     | 9     | 10  | 順位 | ポイント |
| ------ | -------------------- | ------------- | -------- | ------ | ----- | ------- | ----- | ----- | ----- | ----- | ----- | ----- | ----- | --- | ---- | -------- |
| 1980年 | レーシングスポーツ   | ヤマハ・TZ250 | ノービス | 250cc  | TSU   | SUZ 2   | SUG   | SUZ   | TSU 5 | SUZ   | TSU   | SUG   | TSU   | SUZ | 15位 | 18       |
| 1981年 | フライングドルフィン | ヤマハ・TZ    | 国際B級  | 350cc  | TSU 6 | SUZ     | TSU 6 | SUZ 1 | SUG   | SUZ   | TSU   | SUG   | SUZ 1 |     | 5位  | 50       |
| 1982年 | フライングドルフィン | ヤマハ・TZ250 | 国際A級  | 250cc  | SUZ 2 | TSU 4   | SUZ   | SUG 1 | SUZ 4 | TSU 2 | TSU 1 | SUG 1 | SUZ   |     | 1位  | 85       |
| 1983年 | フライングドルフィン | ヤマハ・TZ250 | 国際A級  | 250cc  | SUZ   | TSU Ret | SUZ 8 | TSU   | SUG   | SUZ   | TSU   | SUG   | SUZ 1 |     | 6位  | 26       |

- 太字はポールポジション

### ロードレース世界選手権
| 年     | クラス | マシン        | 1     | 2      | 3      | 4      | 5      | 6       | 7      | 8      | 9       | 10     | 11      | 12      | 順位 | ポイント |
| ------ | ------ | ------------- | ----- | ------ | ------ | ------ | ------ | ------- | ------ | ------ | ------- | ------ | ------- | ------- | ---- | -------- |
| 1983年 | 250cc  | ヤマハ・TZ250 | RSA - | FRA -  | ITA -  | GER -  | ESP -  | AUT -   | YUG 11 | HOL 21 | BEL 17  | GBR 7  | SWE Ret |         | 24位 | 4        |
| 1984年 | 250cc  | ヤマハ・TZ250 | RSA   | ITA 17 | SPA 11 | AUT 12 | GER 13 | FRA DNQ | YUG 9  | NED 6  | BEL Ret | GBR 10 | SWE Ret | RSM Ret | 21位 | 8        |

### 鈴鹿8時間耐久オートバイレース
| 年   | チーム                | ペアライダー | 車番 | マシン                    | 予選順位 | 予選タイム | 決勝順位 | 周回数 |
| ---- | --------------------- | ------------ | ---- | ------------------------- | -------- | ---------- | -------- | ------ |
| 1990 | 國武舞レーシング      | 清水国明     | 92   | モリワキ-ホンダ・Zero-VX7 | 57位     | 2'21”089   | 48位     | 153    |
| 1995 | TEAMヴァイタル&ガンズ | 長谷川嘉久   | 300  | ホンダ・RVF750 / RC45     | 49位     |            | 29位     | 197    |
| 1996 | TEAM VITAL SPIRIT     | 徳野政樹     | 300  | ホンダ・RVF750 / RC45     | 54位     | 2'18”096   | 47位     | 169    |
| 1997 | TEAM VITAL SPIRIT     | 徳野政樹     | 58   | ホンダ・RVF750 / RC45     | 51位     | 2'16”837   | 48位     | 152    |